# Piper yaracuyense
Piper yaracuyense är en pepparväxtart som beskrevs av Truman George Yuncker. Piper yaracuyense ingår i släktet Piper och familjen pepparväxter. Inga underarter finns listade i Catalogue of Life.